# Kleines Wiesental
Kleines Wiesental es un municipio que fue creado el 1 de enero de 2009 en el distrito de Lörrach mediante la fusión de los municipios Bürchau, Elbenschwand, Neuenweg, Sallneck, Tegernau, Raich, Wies y Wieslet que hasta entonces eran municipios independientes y ahora son barrios del nuevo municipio.

## Enlaces
- Wikimedia Commons alberga una categoría multimedia sobre Kleines Wiesental.
- Sitio web de Kleines Wiesental